# Radio 21
Radio 21, fut une radio belge de service public orientée pop-rock. Au fil du temps, elle s'est imposée comme la quatrième station de radio de la RTBF. Elle a cédé sa place en 2004 à deux nouvelles stations : Pure FM et Classic 21.

## Historique

### Canal 21 (& Bruxelles 21)
Canal 21 naît le 2 janvier 1972, sous le nom de Bruxelles Canal 21 comme un concept radiophonique inspiré par France Inter Paris (Radio France) : un fond musical entrecoupé d'informations routières.
À l'époque, Bruxelles Canal 21 diffuse des émissions régionales et un relais en FM de RTB 1, tandis que les autres régions diffusent leurs émissions régionales en relayant RTB 2.
Cette ébauche de station FM devait accueillir Radio Cité le week-end dès le 21 octobre 1978, première radio musicale pop-rock diffusée en Belgique. Radio 21 devait combler « le vide » de Canal 21 en semaine.
Le 28 septembre 1981, Claude Delacroix, lassé par Formule J, réintègre la RTBF Bruxelles. Du lundi au vendredi de 07h à 19h celle qui ne s'appelait pas encore Radio 21 mais bien « Bruxelles 21 » sera diffusée sur les ondes du 93.2 MHz.
Bruxelles 21 comptait à cette époque 3 grandes tranches-horaires et à chacune d'entre elles était associé un animateur-producteur et un journaliste. Dès 7 heures, ce fut Jean-Paul Andret et Claude Derasse (journaliste) pour Bruxelles matin. Dès 11 heures et jusqu'à 15 heures ce fut le tandem Francine Arnaud et Pierre Delhasse. À partir de 15 heures et jusqu'à 19 heures ce fut le duo Claude Delacroix et Christine Goor pour la programmation musicale.

### Radio 21
En 1983, l'évolution de la chaîne et la volonté de toucher toute la Communauté française de Belgique l'ont conduit à changer de nom, Bruxelles 21 est donc devenue « Radio 21 ». Sa formule était basée sur le concept Music and News (c'est-à-dire « musique et actualités »). Les infos étaient données immédiatement, les flashes étaient inclus dans le programme musical sans attendre l'heure fixe (10 h, 11 h, 14 h, etc.). Les éditions du journal parlé classique étaient néanmoins respectées (à 6 h, 7 h, 8 h, 9 h, 13 h, 18 h). En plus des informations générales, Radio 21 diffusait également des flashes de radio-trafic en Belgique francophone, un rôle qui a été repris par son héritière, Classic 21.
Radio 21 fut la première radio de service public en Belgique à avoir introduit le parrainage que ce soit en matière musicale (concerts et festivals rock en Belgique) que dans le sport automobile.
Aujourd'hui, beaucoup de personnes - en Belgique, mais aussi dans le Nord de la France - se sentent « orphelines » de Radio 21, qui a été la chaîne phare de la radio belge pendant plus de quinze ans. Marc Ysaye, dernier directeur de Radio 21 et directeur de Classic 21 aujourd'hui a justifié la fin de Radio 21 par le trop grand écart qui existait entre les différents publics de cette chaîne : les adultes d'une part et les jeunes d'autre part. Classic 21 s'adresse aux adultes et Pure FM touche davantage le public jeune.
La scission de Radio 21 est cependant aussi dénoncée comme une mesure visant à augmenter les recettes publicitaires par fractionnement des cibles.

## Identité visuelle

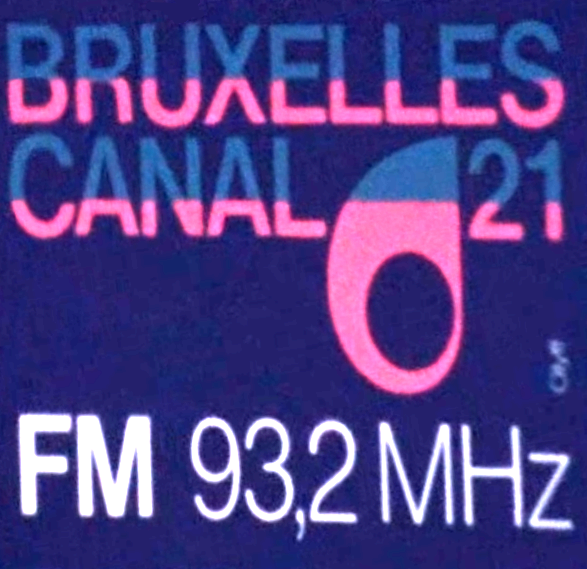
Logo de Bruxelles Canal 21 de 1972 à 1981.
Dernier logo de Radio 21 de 1997 jusqu'au 1er avril 2004.

## Diffusion
Radio 21 était diffusée sur le canal 21 de la bande FM, ce qui explique le « 21 » contenu dans sa dénomination.